# アーサー・K・バーンズ

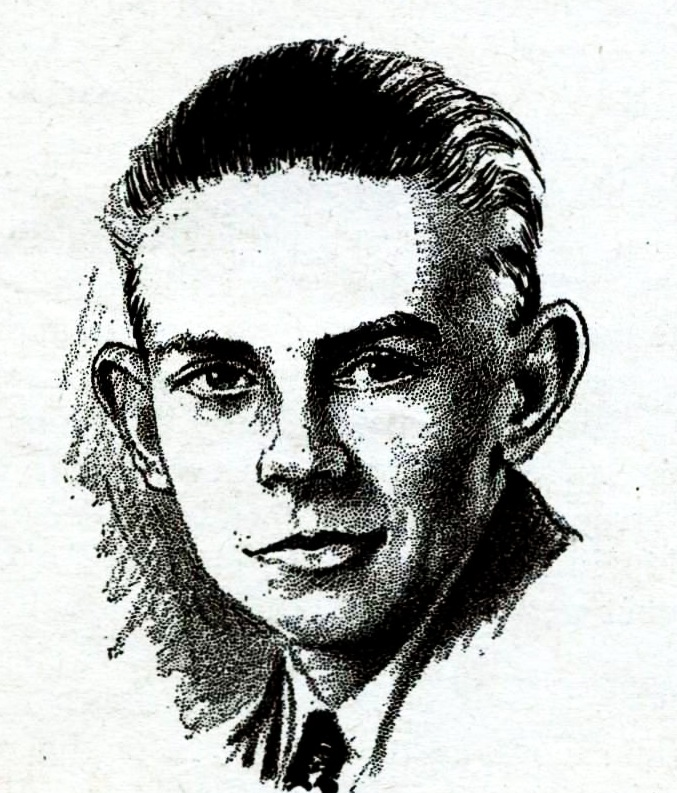
アーサー・K・バーンズ、『ワンダー・ストーリーズ』1932年2月号。

アーサー・ケルヴィン・バーンズ（Arthur Kelvin Barnes、1909年12月6日 – 1969年3月11日）は、アメリカ合衆国のSF作家。
バーンズは主に1930年代と1940年代のパルプ・マガジンに寄稿した。
バーンズはエイリアンの生命の鮮やかで信じられない描写で最も注目された。そのため、彼はスタンリイ・G・ワインボウムと比較されている。バーンズ（およびワインボウム）以前のSF作家は通常、宇宙人を従来からあったようなモンスターとして描写していたが、独創性はほとんどなかった。 
バーンズはMañana Literary Societyのメンバーだった。  
バーンズによるHollywood on the Moon、「ピート・マンクス」、「ゲリー・カーライル」シリーズのいくつかの物語は、ヘンリー・カットナーとのコラボレーションだった。
バーンズは、「惑星間ハンター」トミー・ストライクとゲリー・カーライルの一連の物語を書いており、Interplanetary Hunter（『惑星間の狩人』、1956年）とInterplanetary Huntress（2007年）に収められている。

## 主な作品
- Lord of the Lightning, ワンダー・ストーリーズ, (1931年12月)
- Green Hell (1937年)
- Interplanetary Hunter（『惑星間の狩人』） (1956年)
- Interplanetary Huntress (1956年)
- The Interplanetary Huntress Returns
- The Interplanetary Huntress' Last Case
- Hollywood on the Moon
- Man about Time
- Pete Manx, Time Troubler
- The Dual World
- Trouble on Titan

## 日本語訳された作品
- 『惑星ハンター』少年少女世界SF文学全集、小尾芙佐訳、あかね書房、1982年5月
- 『惑星間の狩人』創元SF文庫、中村能三訳、東京創元社、1995年10月